# Aaptos glutinans
Aaptos glutinans is een gewone sponsensoort uit de familie van de Suberitidae. De wetenschappelijke naam van de soort is voor het eerst geldig gepubliceerd in 2011 door Moraes.